# إدي لوس
إدي لوس (بالإنجليزية: Eddie Loos) هو لاعب غولف أمريكي، ولد في 31 يوليو 1893 في نيويورك في الولايات المتحدة، وتوفي في 9 يوليو 1950 في لاغونا بيتش في الولايات المتحدة.